# جوبای میانه
جوبای میانه (به عربی: جوبا الوسطی) یک منطقهٔ مسکونی در سومالی است که در جوبالند واقع شده‌است.